# Szívós Béla
Szívós Béla (Hajdúszoboszló, 1846. május 7. – Budapest, 1912. április 6.) író, újságíró, lapszerkesztő.

## Élete
Szívós Mihály református lelkész és Várady Judit fia.Iskoláit Hajdúszoboszlón, Debrecenben és Eperjesen végezte, azután Svájc és Németország különböző tanintézeteiben két évig természettudományokat és mezőgazdaságot tanult. Miután hazatért, 1872-ben Szentesen megválasztották tanárnak, ahol tizenegy évig működött. Onnan szülővárosa hívta meg városi tanácsosnak, majd rendőrkapitány lett. Néhány évvel később kizárólag mezőgazdálkodással foglalkozott Izsákon. 1893-ban belépett a Vasárnapi Ujság szerkesztőségébe és Nagy Miklós szerkesztése alatt annak melléklapját, a Magyar Gazdát szerkesztette. Írt a Politikai Újdonságokba, Világkrónikába, Képes Néplapba és az Osztrák-Magyar Monarchia írásban és képben című kiadványba (Hajdúság, Csongrád megye).
Mezőgazdasági, közgazdasági, ismeretterjesztő cikkeket írt a Gyakorlati Mezőgazdaságba (1870-1873), írt még a Bolond Miskába (1860, Orondi álnév alatt), a Debrecenbe (1872), a Bolond Istókba (1879), elbeszéléseket A Honba (1880), az Egyetértésbe (1893), a Nemzeti Ujságba (1894); ismertető cikkeket név nélkül a Protestáns Árvaházi Naptár utolsó tíz évfolyamába, apróbb cikkeket a Magyar Nyelvőrbe és a Magyar Nyelvbe, az Ethnographiába (1902. A kigyóköről, Kígyóbűvölés) és az Életbe (1909. A kölcsönvétel).
Schöpflin Aladár nekrológjában írta róla: „Azok közül a kálvinista literátusok közül való volt, akik sohasem váltak el teljesen a néptől, melyből eredetileg kiemelkedtek, örökké megtartották, jelentékeny műveltség színvonalára emelve, a magyar alföldi népies típus bélyegző vonásait.”

## Munkái
- A műtrágyázás (Budapest, 1895)
- András gazda, vagy mi lett a szolgalegényből (Budapest, 1897)
- Az eltünt. (Regény. Linek Lajos rajzaival. Budapest, 1897)
- Hasznos Kalauz (Budapest, 1897, névtelenül)
- Nansen utazásai lábszánkón Grönlandon keresztül (Budapest, 1898)
- Házi Kincstár (Budapest, 1898, névtelenül)
- Jó barát (Budapest, 1899, Víg Péter álnéven)
- Gazda ember tüköre (Budapest, 1899, Kaszás Péter álnéven)
- Ócska történetek (Budapest, 1901)
- Kivesző alakok (Elbeszélések. Budapest, 1902)
- Vígság tárháza (Budapest, 1902, Virgonc Gergely álnéven)
- Budai gyógyvizeink történetéhez (Budapest, 1904)
- A természet csodái (Budapest, 1905)
- Az állatvilág csodái (Budapest, 1905)
- Debreczen és Hortobágy (Budapest, 1907)
- A Hajdúság (Budapest, 1908).

Szerkesztette a Szövétnek című hetilapot 1897-ben, a Falusi Gazda Naptárát 1897-től és a Borászati Naptárt 1902-től.